# Echiniscus testudo
Echiniscus testudo är en djurart som tillhör fylumet trögkrypare, och som först beskrevs av Louis Michel François Doyère 1840.  Echiniscus testudo ingår i släktet Echiniscus och familjen Echiniscidae. Arten är reproducerande i Sverige. Inga underarter finns listade i Catalogue of Life.